# نیروگاه هسته‌ای کوزلودوی
نیروگاه هسته‌ای کوزلودوی (به لاتین: Kozloduy Nuclear Power Plant) یک نیروگاه هسته‌ای در بلغارستان است که در کوزلودوی واقع شده‌است.